# 松下容子
松下容子（日语：／ Matsushita Yōko，1974年6月23日—），日本漫畫家。女性。出身於熊本縣。AB型血。代表作是《闇之末裔》，也被改編成動畫。

## 簡歷
松下容子在小學5、6年級左右開始畫漫畫，大學期間命名並寄出，1994年以《Fairy Tail》（收錄在《闇之末裔》單行本第1冊）獲得HMC TOP獎，次年1995年，以《惡魔的學校》刊登在《花與夢》4號（白泉社）上首次亮相，這在1997年她接受採訪時說道。
此後，她開始為《花與夢》發表作品。因《闇之末裔》大受歡迎，並被製作成動畫和廣播劇CD。
- 2006年，《闇之末裔》於2006年6號別冊附錄發表的最後，長期休載。
- 2010年1月19日，《闇之末裔》第12冊發行，這是時隔約8年的最新一集。
- 2011年，在《花與夢》2011年8月1日號上刊登了《闇之末裔》特別篇，並從2011年10月1日號開始恢復連載。然而此後就沒有任何動靜，漫畫出版也停止了。
- 2017年7月20日，時隔7年最新一集《闇之末裔》第13冊發行[4]。

## 作品列表

### 漫畫
- 闇之末裔[5]（白泉社，《花與夢》1996年14號—進行中）

### 畫冊
- 《松下容子 闇之末裔 角色書》（白泉社，1999年8月） ISBN 978-4592731665
- 《松下容子 闇之末裔 素描本》（白泉社，2000年10月） ISBN 978-4592731757